# Roztoky (okres Svidník)
Roztoky, do roku 1927 slovensky „Raztoka“; (německy Röstchen; maďarsky Végrosztoka – do roku 1907 Rosztoka) je obec na severovýchodním Slovensku v okrese Svidník, v severní části Nízkých Beskyd, nedaleko polských hranic.

## Historie
Místo je poprvé písemně zmíněno v roce 1435 jako Roztoka – patřilo k panství hradu Makovica. V roce 1787 měla obec 54 domů a 335 obyvatel, v roce 1828 zde bylo 70 domů a 522 obyvatel, kteří byli zaměstnáni jako rolníci a pastevci. Od poloviny 19. století došlo k několika vlnám emigrace.
Při sčítání lidu v roce 2011 žilo v Roztokách 345 lidí, z toho 168 Romů, 88 Slováků, 65 Rusínů a dva Ukrajinci. 14 obyvatel neuvedlo žádné informace o etnické příslušnosti.

## Pamětihodnosti
- Řeckokatolický kostel sv. Demetera, jednolodní barokně-klasicistní stavba z roku 1848 s polygonálním ukončením presbytáře a věží tvořící součást její hmoty. V interiéru se nachází barokní ikonostas ukončený rokokovými kartušemi a baldachýnový oltář z poloviny 18. století s empírovým obrazem Snímání z kříže ze začátku 19. století. Fasády jsou členěny lizénovými rámy a segmentově ukončenými okny. Věž je členěna lizénovými rámy a ukončena korunní římsou a barokní helmicí s laternou. Nad lodí se naházejí další dvě cibulové vížky s kovanými kříži. Kolem kostela se nachází kamenná obranná zeď se dvěma zděnými vraty ukončenými stanovými střechami.[4][5]
- Lidový dům, jednopodlažní dřevěná šestiprostorová stavba z roku 1907. Fasády jsou bělené s červenými okny, střecha je valbová. Úpravami prošel ve 30. letech 20. století.[6]
- Kasárna pohraniční stráže, jednopodlažní dřevěná stavba na půdorysu obdélníku z let 1925-1928. U objektu se nachází hvězdárna. Objekt má kamenný základ z hrubě opracovaného kamene, patro je dřevěné. Vysoká střecha je pokryta šindelem.[7]